# Мала Пећа
Мала Пећа је насељено место у Општина Бихаћ, Федерација Босне и Херцеговине, БиХ.

## Становништво
| Националност       | 1991.        |
| Муслимани          | 484 (97,18%) |
| Хрвати             | 13 (2,61%)   |
| Срби               | 1 (0,20%)    |
| Југословени        | 0            |
| остали и непознато | 0            |
| Укупно             | 498          |